# Atli Dam
Atli Pætursson Dam (ur. 12 września 1932 w Tvøroyri, zm. 7 lutego 2005 w Thorshavn) – polityk farerski, prezes Farerskiej Narodowej Partii Demokratycznej (far. Føroya Javnaðarflokkurin), premier Wysp Owczych w latach 1970–1981, 1985–1989 i 1991–1993.